# Biologiestudium
Das Biologiestudium ist eines der beliebtesten naturwissenschaftlichen Fächer an den Universitäten; an vielen Universitäten ist die Anzahl der Zulassungen seit vielen Jahren beschränkt (Numerus clausus), wobei die Zulassungskriterien an besonders gefragten Orten relativ hoch sind.

## Voraussetzungen für das Biologiestudium
Voraussetzung für die Aufnahme eines Studiums im Fach Biologie ist das Abitur oder ein vergleichbarer Schulabschluss. Günstig für das erfolgreiche Absolvieren der ersten Semester des Studiums ist, wenn man in möglichst vielen naturwissenschaftlichen Schulfächern bis zum Abitur unterrichtet wurde. Häufig wird ein Biologiestudium begonnen, weil dieses Fach als das angeblich „leichteste“ naturwissenschaftliche Studienfach gilt. Tatsächlich entfällt aber gerade in den ersten Semestern des Biologiestudiums ein erheblicher Anteil der Ausbildung auf die Grundlagenfächer Chemie und Physik, weswegen solide Vorkenntnisse aus dem Unterricht der gymnasialen Oberstufe auch für das Biologiestudium vorteilhaft sind: An vielen Hochschulen werden die anspruchsvollen, einführenden Physik- und Chemievorlesungen nicht speziell für Biologiestudenten angeboten, sondern gemeinsam für Physik-, Chemie- und Biologiestudenten. An einigen Hochschulen sind schon im Grundstudium Kurse in Theoretischer Biologie verpflichtend, wodurch die mathematischen Anforderungen im Biologiestudium zuletzt stark gestiegen sind.
Sollte man im Schulfach Biologie nicht bis zum Abitur unterrichtet worden sein, muss dies kein Hindernis für die Aufnahme eines Biologiestudiums darstellen, ist aber mit erheblich mehr Aufwand verbunden: Die einführenden Lehrveranstaltungen geben in der Regel eine sehr breite Übersicht über die Teilgebiete der Biologie, was allein schon deshalb nötig ist, da jede Schule im Fachunterricht ihre eigenen Schwerpunkte setzen kann, die Hochschule aber einen einheitlichen Wissensstand für alle Studienanfänger anstrebt.

## Zulassung zum Studium
Studienplätze für einen Bachelor- oder Masterstudiengang im Fach Biologie werden in Deutschland generell von den einzelnen Universitäten vergeben. Studienplätze für den Biologie-Abschluss „Lehramt“ werden nur für Nordrhein-Westfalen von der Stiftung für Hochschulzulassung vergeben, ansonsten sind Bewerbungen unmittelbar an die Hochschulen zu richten. Da die deutschen Hochschulen grundsätzlich das Recht haben, eigene Auswahlkriterien für die Vergabe von Studienplätzen zu entwickeln, ist es für potentielle Bewerber zwingend nötig, sich über die jeweils gültigen Bewerbungsbedingungen des gewünschten Hochschulortes genau zu informieren, um die Chancen für eine Zulassung abschätzen zu können, da oftmals relativ hohe Numeri Clausi für das Fach Biologie, auch für Lehrämtler, herrschen.

## Studiengänge
Bis Mitte der 1960er-Jahre gab es an den meisten bundesdeutschen Universitäten einen einheitlichen Ausbildungsgang für alle immatrikulierten Studierenden im Fach Biologie, der grundsätzlich – und ohne vorherige Zwischenprüfungen – mit der Doktorprüfung abgeschlossen wurde. Nur wer den Beruf des Gymnasiallehrers anstrebte, meldete sich in der Regel nach dem 8. bis 10. Semester für das Staatsexamen an und verzichtete dann zumeist auf die Anfertigung einer Doktorarbeit. Die Ausbildung für das Lehramt an Grund-, Haupt- und Realschulen fand damals noch außerhalb der Universitäten an Pädagogischen Hochschulen statt.
In den frühen 1950er-Jahren wurde der Diplom-Studiengang Biologie eingeführt (Universität Hamburg). In der zweiten Hälfte der 1960er-Jahre wurde die Lehramtsausbildung generell in die Universitäten integriert, gleichzeitig wurden in den naturwissenschaftlichen Fächern Diplom-Studiengänge eingeführt und mit ihnen das Diplom als erster berufsqualifizierender Abschluss. In den folgenden 30 Jahren gab es daher auch im Fach Biologie in der Regel folgende Studiengänge:
- den Studiengang Biologie/Diplom
- den Studiengang Biologie für das Lehramt an Gymnasien

Die Studierenden für das Lehramt an Haupt- und Realschulen, an Grundschulen sowie für andere Schulformen besuchen im Verlauf ihrer stark pädagogisch und weniger fachwissenschaftlich ausgerichteten Ausbildung ebenfalls bestimmte biologische Lehrangebote, sofern sie Biologie als eines ihrer Unterrichtsfächer wählen.
Zurzeit befindet sich die Ausbildung im Fach Biologie im gesamten deutschen Sprachraum erneut im Umbruch, da die Diplom-Studiengänge ersetzt werden (und vielerorts bereits ersetzt sind) durch Bachelor-/Master-Studiengänge. Ziel dieser Reformen ist es u. a., den Bachelor-Abschluss als künftigen ersten berufsqualifizierenden Abschluss zu etablieren.
Im Unterschied zu vielen anderen Studiengängen gibt es im Biologiestudium neben Vorlesungen, Seminaren und Praktika auch Exkursionen. Viele Studierende bewerben sich im Verlauf ihres Studiums während der Semesterferien zudem um einen Praktikumsplatz außerhalb der Hochschule, um erste Erfahrungen mit der Arbeitswelt zu sammeln.
Mit folgenden Fächern können sich Biologiestudenten im Verlauf ihres Studiums vertraut machen, allerdings wird nicht jedes Fach an jeder Hochschulen angeboten:
- Anatomie, Histologie
- Biogeographie, Geobiologie, Paläontologie
- Mathematik, Biomechanik, Biometrie, Biophysik, Biotechnik, Biostatistik, Bioinformatik, Quantenbiologie, Strukturbiologie, Theoretische Biologie
- Botanik, Pflanzenphysiologie
- Chemie, Anorganische Chemie, Organische Chemie,  Biochemie, Physikalische Chemie, Chemische Biologie
- Entwicklungsbiologie, Evolutionäre Entwicklungsbiologie, Embryologie, Phylogenetik
- Epidemiologie
- Forensik
- Genetik, Zytogenetik, Epigenetik, Immungenetik
- Immunologie
- Meeresbiologie
- Mikrobiologie, Virologie, Parasitologie
- Molekularbiologie
- Mykologie
- Naturschutzbiologie, Ernährung
- Neurobiologie, Neurophysiologie
- Ökologie
- Pathologie
- Pharmazeutische Biologie, Pharmakologie, Toxikologie
- Physik
- Verhaltensbiologie, Soziobiologie
- Zellbiologie
- Zoologie, Tierphysiologie, Chronobiologie, Systembiologie

### Der Studiengang Biologie/Diplom
Der Studiengang Biologie/Diplom besteht aus einem in der Regel viersemestrigen Grundstudium und einem anschließenden, gleichfalls mindestens viersemestrigen Hauptstudium.

#### Grundstudium
Die Gliederung des Grundstudiums kann von Universität zu Universität große Unterschiede aufweisen. An vielen Universitäten stehen die Anfangssemester ganz im Zeichen der naturwissenschaftlichen Nachbarfächer Chemie, Physik und Mathematik. Andere Universitäten führen hingegen bereits im 1. Semester zum Beispiel in die Grundlagen der Morphologie und der Physiologie von Pflanzen und Tieren ein.
Das Grundstudium wird in der Regel mit einer Vordiplom-Prüfung abgeschlossen, die häufig aus mündlichen Prüfungen in den Fächern Botanik, Zoologie, Chemie und Physik besteht. An einigen Hochschulen entfallen inzwischen diese Prüfungen, da in Vorbereitung der Bachelor-Abschlüsse studienbegleitende Leistungsprüfungen das Vordiplom ersetzen.

#### Hauptstudium
Im Hauptstudium ist es an vielen Universitäten so, dass man ein biologisches „Hauptfach“ (z. B. Genetik) und zusätzlich ein bis zwei biologische Nebenfächer (z. B. Mikrobiologie) und ein nicht biologisches Nebenfach (z. B. Organische Chemie) wählen muss.
Teil des Hauptstudiums sind jeweils auch mehrere, oft mehrere Monate dauernde Aufenthalte in Forschergruppen, in denen man unter direkter Anleitung des Arbeitsgruppenleiters – oft ist dies ein Professor – oder eines anderen qualifizierten Wissenschaftlers aktiv an einem aktuellen Forschungsprojekt mitwirkt. Aus diesem engen Kontakt mit einer Forschergruppe und deren Themenstellung entwickelt man in der Regel später das Thema für die eigene Diplomarbeit und – sofern angestrebt – für eine Doktorarbeit.

### Der Bachelor-/Master-Studiengang
Das Bachelor-Studium besteht grundsätzlich aus einem viersemestrigen Grundstudium plus einem zweisemestrigen Hauptstudium. Nach diesen sechs Semestern muss eine wissenschaftliche Arbeit angefertigt werden, wofür ca. drei bis vier Monate zur Verfügung stehen sollen. An einen erfolgreichen Bachelor-Abschluss kann ein Master-Studium angeschlossen werden, wobei die Zulassung zu diesem zweiten Studienabschnitt an vielen Hochschulen vom Niveau des Abschneidens im Bachelor-Examen abhängig gemacht wird. Die Bachelor-/Master-Studiengänge sind aufgrund der Vereinheitlichung der Studienabschlüsse in Europa auch in Deutschland eingeführt (Bologna-Prozess).
Der Bachelor-Studiengang Biologie ist ein erster berufsqualifizierender Abschluss, der Master-Abschluss entspricht dem früheren Diplom-Abschluss Biologie.
Neben dem klassischen Studiengang Biologie haben sich im Zuge der Umstellung der Diplomstudiengänge auf Bachelor-/Master-Studiengänge eine Vielzahl von Studiengängen etabliert, die – aufbauend auf einer ähnlichen Grundausbildung – in Teilbereichen der Biowissenschaften besondere Schwerpunkte setzen. Die unterschiedliche Namengebung macht es den Studienwilligen schwer, hier eine Auswahl zu treffen. Die Gesellschaft für Biochemie und Molekularbiologie pflegt daher in der Arbeitsgruppe „Studium Molekularer Biowissenschaften“ beispielsweise eine Liste von Studiengängen in Deutschland, die sich hauptsächlich der Vermittlung der molekularen Grundlagen des Lebens und der Fertigkeiten zu ihrer Untersuchung widmen.

### Lehramtsstudiengänge
Für die diversen Lehrämter gibt es jeweils ein eigenes Curriculum, da jeder Lehrer mindestens für zwei Schulfächer ausgebildet werden muss. Vollwertiges zweites Hauptfach neben der Biologie ist meist ein weiteres naturwissenschaftliches Fach, jedoch ist zum Beispiel auch die Kombination Biologie/Germanistik oder Biologie/Sportwissenschaften möglich. Allerdings ist eine solche Fächerkombination relativ zeitaufwändig, da die Lehrveranstaltungen zwischen derart unterschiedlichen Fachrichtungen von den Hochschullehrern nicht miteinander abgestimmt werden.
Teil des Studiums sind ferner mehrere Praktika an Schulen, zu denen man in der Regel jeweils auch einen Vorbereitungs- und einen Nachbereitungskurs besuchen muss.

#### Lehramt an Gymnasien
Wie beim Diplom-Studiengang, so kann auch die Gliederung des Biologiestudiums der künftigen Gymnasiallehrer vor allem im Grundstudium von Universität zu Universität große Unterschiede aufweisen. An vielen Universitäten stehen die Anfangssemester im Zeichen der naturwissenschaftlichen Nachbarfächer Chemie, Physik und Mathematik, andere Universitäten bieten hingegen bereits im 1. Semester Praktika, Seminare und Vorlesungen zu biologischen Themen an. In der Regel besuchen die Studierenden für das Lehramt an Gymnasien im Grundstudium die gleichen biologischen Lehrveranstaltungen wie die künftigen Diplom bzw. Bachelor/Master Biologen, mit Rücksicht auf das zweite Lehramtsstudienfach ist die Ausbildung in den Begleitfächern Physik, Chemie und Mathematik jedoch wesentlich weniger ausführlich, sofern nicht Chemie oder Physik selbst die Rolle des zweiten Lehramtsstudienfaches einnehmen.
Das Grundstudium wird in der Regel nach vier Semestern mit einer mündlichen Zwischenprüfung in den Fächern Zoologie und Botanik abgeschlossen, hinzu kommen die Zwischenprüfungen im zweiten Hauptfach.
Im Hauptstudium können auch die Lehramtsstudenten thematische Schwerpunkte setzen, haben aber häufig weniger Auswahlmöglichkeiten als Diplom- oder Magister-Studenten und müssen in der Regel Botanik und Zoologie als Schwerpunkte wählen. Hinzu kommen Lehrveranstaltungen zur Didaktik der Biologie. Das Studium kann nach mindestens vier Semestern Hauptstudium mit der 1. Staatsprüfung abgeschlossen werden. Wahlweise kann sich daran eine Doktorarbeit anschließen.
Im Bachelor-/Master-System können eigene Schwerpunkte nur sehr eingeschränkt gesetzt werden, persönlichen Interessen am Fach kann daher kaum nachgegangen werden. Die einzige Möglichkeit für Lehramtsstudenten, vertiefte Einblicke in ein Teilgebiet der Biologie zu bekommen, ist der Freie Bereich, den jeder Lehramtsstudent der Sekundarstufe II selbst füllen muss. Dieser ist jedoch im Vergleich zu den Erziehungs- und Fachwissenschaften recht knapp gehalten.

#### Lehramt an Realschulen
Im Unterschied zum Lehramt an Gymnasien, wo die Studierenden überall relativ freie Möglichkeiten bei der Kombination ihrer Hauptfächer haben, ist die Wahlmöglichkeit – abhängig von den Bestimmungen des jeweiligen Bundeslands – zum Teil erheblich eingeschränkt. In Bayern ist beispielsweise nur die Kombination Biologie/Chemie und Biologie/Physik erwünscht, während in Hessen die Fächerkombination nahezu beliebig gewählt werden kann.
Die Studiendauer beträgt in der Regel ca. 6 bis 8 Semester und wird durch einen relativ hohen Anteil fachdidaktischer Lehrveranstaltungen geprägt. Zusätzlich zu den künftigen Unterrichtsfächern muss ein Begleitstudium absolviert werden, das aus den so genannten Grundwissenschaften Politikwissenschaft, Soziologie, Pädagogik und Pädagogischer Psychologie besteht.

#### Lehramt an Grundschulen
Bereits in der Grundschule/Primarschule/Volksschule werden die Schüler im Sachunterricht mit biologischen Themen konfrontiert, hauptsächlich mit verschiedenen Ökosystemen, wie z. B. mit Wald und Wiese sowie mit den Lebensgewohnheiten von Tieren. Entsprechend weicht die Ausbildung künftiger Lehrkräfte für die Grundschulen stark von der Ausbildung der übrigen Lehrämter ab: Biologische Themen werden in erster Linie unter dem Aspekt der Vermittlung von einfachem Grundwissen erarbeitet, die Fachdidaktik steht im Mittelpunkt der Ausbildung für dieses Lehramt. Das Studium dauert in der Regel sechs bis sieben Semester.

## Biologie als Nebenfach
Neben den Biologie-Studiengängen gibt es auch die Möglichkeit, während eines Hochschulstudiums in einem anderen Gebiet dem Fach Biologie zu begegnen. Nach Abschluss einiger dieser Studiengänge ist es ebenso wie nach Abschluss eines Biologiestudiums möglich, mit einer Dissertation über ein biologisches Thema zu promovieren.
Sofern es die Bestimmungen der jeweiligen Universität erlauben, kann Biologie u. a. als Nebenfach gewählt werden bei einem Studium im Fachgebiet Biochemie, Mathematik, Biomedizin, Medizin, Pharmazie, Psychologie, Umweltwissenschaften (wie Landschaftsplanung, Landschaftsökologie oder Geoökologie), Forstwissenschaft, Interdisziplinäre Naturwissenschaften, Chemie, Physik/Biophysik und Bewegungswissenschaft/Sportwissenschaft.

## Nach dem Biologiestudium
Biologen können an sehr unterschiedlichen Arbeitsplätzen eingesetzt werden, Voraussetzung ist häufig die Promotion. Primär werden sie in der Forschung, sei es an einer Universität, im Zoo, in einem Botanischen Garten oder in der Industrie (vor allem in der Pharmaindustrie) tätig sein. Zudem gibt es noch andere Forschungseinrichtungen wie z. B. die Max-Planck-Gesellschaft und das Paul-Ehrlich-Institut. Ebenso besteht die Möglichkeit, in Behörden (z. B. in Kläranlagen und andernorts im Umweltschutz), als Wissenschaftsjournalist, als Lektor in einem wissenschaftlichen Verlag oder als wissenschaftlicher Dokumentar zu arbeiten. In vielen potentiellen Tätigkeitsbereichen, vor allem in der chemischen und der pharmazeutischen Industrie, konkurrieren Biologen mit Medizinern, Pharmazeuten und Tiermedizinern um eine Anstellung.
Die Berufsaussichten für Biologen sind seit einigen Jahren schlecht. Die Nachfrage nach Biologen ist, wie in anderen naturwissenschaftlichen Fachrichtungen, gering. So standen 2023 den 3.400 als arbeitslos gemeldeten Biologen (17 % mehr als im Vorjahr) monatsdurchschnittlich nur gut 400 gemeldete Stellen gegenüber. Die Neuzugänge an Stellenangeboten im Jahresverlauf, die ein besseres Maß für das Besetzungsvolumen eines Jahres darstellen, beliefen sich 2023 auf 1.800 Vakanzen, 10 Prozentweniger als im Vorjahr. Dabei fällt allerdings ein hoher Anteil befristeter Stellenangebote auf. Ein Drittel der Biologie-Stellen wurden mit Ablaufdatum ausgeschrieben. Auch schon 2014 standen laut der Stern Job-Ampel über 6000 Absolventen ca. 800 aus dem Arbeitsleben ausscheidenden Biologen gegenüber. Auch 2007 stieg die Arbeitslosigkeit bei jungen Biologen an. Ein praxisorientiertes Studium, Auslandsaufenthalte und Praktika in der Wirtschaft können die Berufsaussichten erheblich verbessern.